# Sant Miquel de Segur
Sant Miquel de Segur és una ermita del municipi de Calafell (Baix Penedès). Està situada a l'entrada de la urbanització de Segur de Calafell, a dalt d'un petit turó i a uns 150 metres de la carretera general del Vendrell a Vilanova. És visible des de la mateixa carretera. Està protegida com a bé cultural d'interès local.

## Descripció
L'església té una sola nau, coberta amb volta de creueria de dos trams i amb dos arcs torals apuntats. A la capçalera té dos absis semicirculars, un central i l'altre a la paret de migdia, decorats exteriorment mitjançant bandes verticals. La portalada, avui tapiada parcialment, és a la banda sud. Presenta uns arcs de mig punt amb tres arquivoltes que descansen sobre la línea d'impostes. Damunt la porta hi ha una finestra de mig punt espitllerada. Al costat esquerre es troba un potent contrafort. Les cobertes són de dues vessants i presenten restes d'un campanar de cadireta d'un sol ull.

## Història
Es construí com a capella de la Casa Vella de Segur, la qual està totalment enderrocada, a causa d'un acte vandàlic. És, doncs, el darrer vestigi de la quadra de Segur. A judici de Palomeque, la capella fou edificada ben entrat en el segle xiii. En el 1238 (primer document que es refereix a l'ermita), Guillem de Crebeny atorgà a Sant Cugat del Vallès el dret de patronat de l'església de Santa Maria de Segur i pertinences. Sorprèn el canvi d'advocació -de sant Miquel a la Verge-, no obstant l'existència de dos altars ens afirma que existia l'adoració a sant Miquel i santa Maria. En una visita pastoral del 1415 s'esmenta la doble advocació de l'església i, gràcies a una altra visita del 1777, se sap que l'altar major era dedicat a sant Miquel. Era sufragània de Sant Cristòfol de Cunit i, posteriorment, de Santa Maria de Cubelles. L'any 1936 l'església va ser cremada i als anys 50 es va reformar i netejar. L'any 1991, l'Ajuntament de Calafell la va restaurar.